# Ed Boon
Pour les articles homonymes, voir Boon.
 (novembre 2019).
Si vous disposez d'ouvrages ou d'articles de référence ou si vous connaissez des sites web de qualité traitant du thème abordé ici, merci de compléter l'article en donnant les références utiles à sa vérifiabilité et en les liant à la section « Notes et références ».
Edward Boon est un concepteur de jeux vidéo, et l'un des créateurs de la série Mortal Kombat, il est né le 22 février 1964 à Chicago dans l'Illinois.
Il a travaillé 15 ans chez Midway Games et travaille actuellement pour Warner Bros. Interactive Entertainment dans la filiale NetherRealm Studios, où il est producteur délégué sur la série Mortal Kombat.

## Travaux

### Ludographie
- Mortal Kombat (1992)
- Mortal Kombat II (1993)
- Mortal Kombat 3 (1995)
- Ultimate Mortal Kombat 3 (1995)
- Mortal Kombat Trilogy (1996)
- Mortal Kombat 4 (1997)
- Mortal Kombat Gold (1997)
- Mortal Kombat: Deadly Alliance (2002)
- Mortal Kombat: Mystification (2004)
- Mortal Kombat: Shaolin Monks (2005)
- Mortal Kombat: Armageddon (2006)
- Mortal Kombat vs. DC Universe (2008)
- Mortal Kombat (2011)
- Injustice : Les dieux sont parmi nous (2013)
- Mortal Kombat X (2015)
- Injustice 2 (2017)
- Mortal Kombat 11 (2019)
- Mortal Kombat 1  (2023)

### Pinball
- F-14 Tomcat (1987; effets)
- Space Station: Pinball Rendezvous (1987; logiciel et effets)
- Banzai Run (1988; effets)
- Taxi (1988; logiciel et effets)
- Black Knight 2000 (1989; logiciel et effets)
- FunHouse (1990; voix de Rudy)

### Films
- Mortal Kombat (voix de Scorpion)
- Mortal Kombat : Destruction finale (voix de Scorpion)
- Mortal Kombat: Legacy (caméo dans l'épisode Johnny Cage)